# 碳酸水

碳酸水

碳酸水（英語：Carbonated water），又稱蘇打水、梳打水（粤语）、氣泡水，是在壓力下將二氧化碳氣體溶入水中的飲料。有時加入一些添加劑，如鈉。這個使水可以起泡的过程被稱為碳酸化。
人們喜歡喝飲料，碳酸水則可以提供無熱量和無糖的替代品。碳酸水絕大多數用飲料瓶出售，但在家裡它很容易用苏打机（或稱氣泡水機）製造出來。

## 名词辨析
碳酸水或苏打水在英语中有多种称谓，如club soda、soda water、sparkling water、seltzer water等。这些其实都是一个东西。称之为“soda”只是英语中本身就有此意，和是否添加小苏打并无直接对应关系。近年来多有商家试图区分苏打水（添加碳酸氢钠（即小苏打，烘焙苏打）的）和碳酸水（只加二氧化碳的），以免消費者因文字而受到混淆，畢竟兩者的成分截然不同，功效也完全不同。

## 歷史

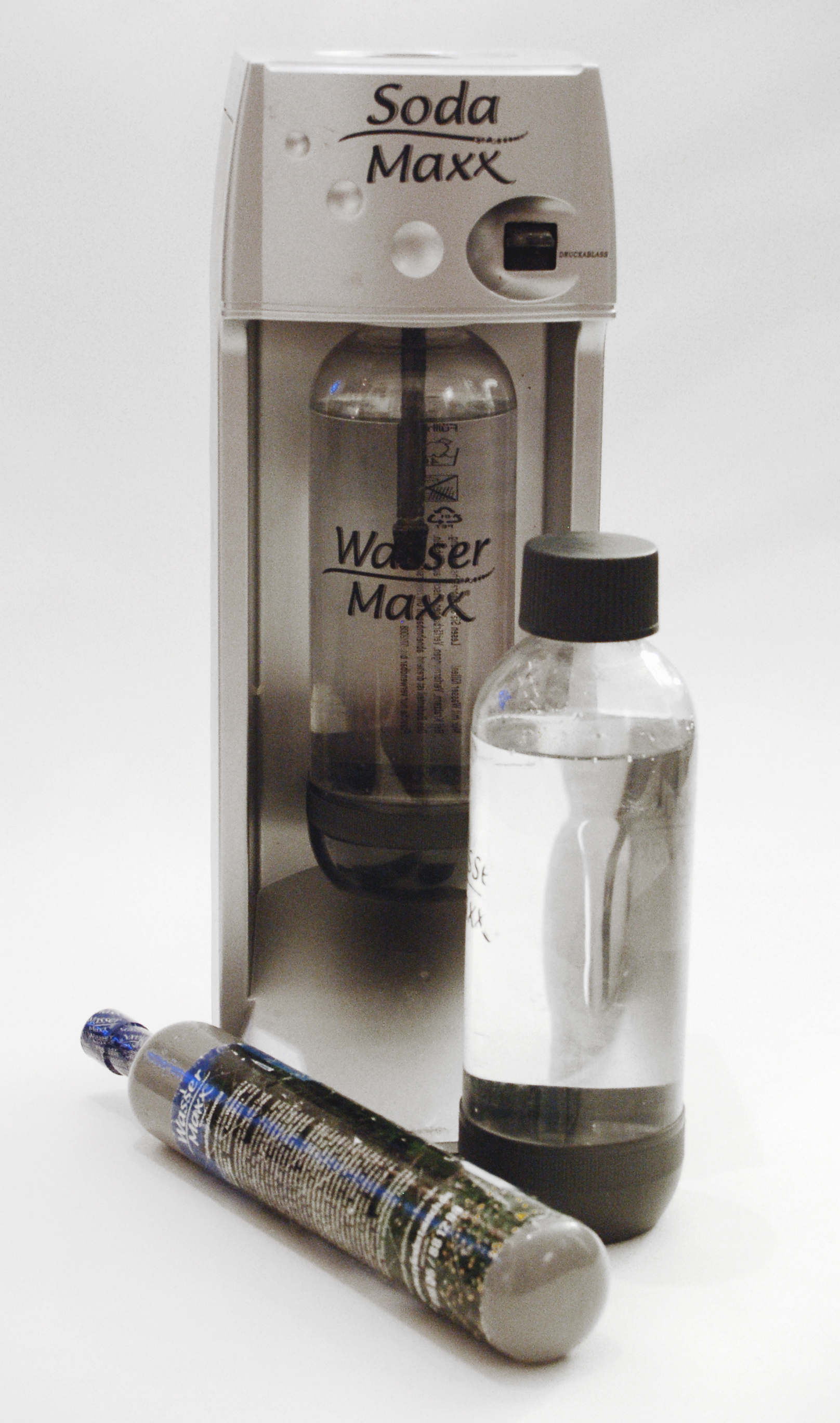
家用蘇打機

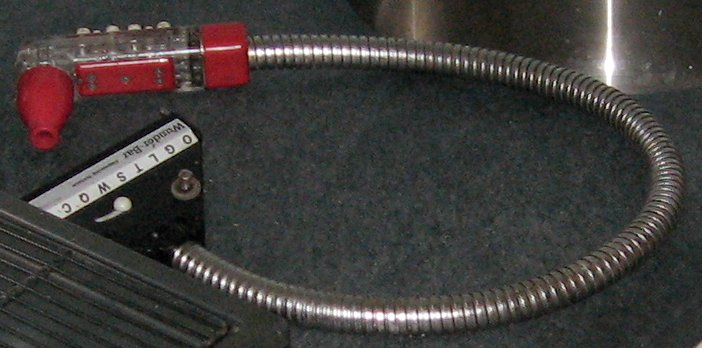
家用蘇打槍

從前，碳酸水由一家德國賽爾脫茲的天然汽泡礦泉水公司生產，他們將水放入瓶中，然後加入碳酸氫鈉製成。根據蘇打俱樂部出產的碳酸水瓶上標示之製成分量，也是用小量的食鹽、檸檬酸鈉、碳酸氫鈉、碳酸氫銨、硫酸鉀或磷酸鹽製成，這些添加劑使得碳酸水略帶鹹味。以現今的標準，此稱為蘇打水或小蘇打水。
英國化學家約瑟夫·普利斯特里為發現碳酸水製作方法的第一人。他在利茲的一間啤酒廠中，將一碗水放在啤酒桶之上的一個地方。之後，二氧化碳和氮兩種氣體便溶入發酵啤酒桶上的水碗。當時，人們多是用二氧化碳和氮來滅鼠。約瑟夫·普利斯特里意想不到，水加入了氣體之後有更宜人的口感，於是他為朋友提供碳酸水作一種新的飲料。1772年，約瑟夫·普利斯特里出版了一本書《水与氣之結合》，描述把硫酸滴在白堊上會釋放二氧化碳，並且鼓勵人們用盛滿水的碗收集氣體。
1771年，瑞典化學家盧本·貝格曼獨立發明一種與約瑟夫·普利斯特里發現碳酸水製作方法相似的製造過程。但不太成功，他設法再生產自然地冒泡的泉水，當時認為冒泡的泉水對健康有益。
現在，碳酸水都是由被加壓的二氧化碳通過水做成。加壓之壓力比標準大氣壓力更強，使其增加溶解度，令更多二氧化碳溶入。當瓶蓋打開，壓力被釋放，氣體形成汽泡出來，如此形成獨特泡沫。

## 用處
碳酸水最出名的好處是去除污跡，例如咖啡杯中的咖啡污跡，或銀的污跡。
今天，碳酸水在雜貨店有售，製作亦非常簡單。部分城市例如意大利米兰的免费取水亭也会有气泡水供应。
軟飲料中的碳酸飲料（汽水、可樂、沙士、雪碧）其主要材料就是碳酸水。

## 外部連結
- The Priestley Society
- Joseph Priestley Information Website
- Priestley's paper Impregnating Water with Fixed Air 1772
- Bartleby （页面存档备份，存于）
- interview with one of New York City's last seltzer delivery men （页面存档备份，存于）